# Andre Wisdom
Andre Alexander Shaquille Wisdom (født 9. maj 1993) er en engelsk fodboldspiller, der til daglig spiller for Derby County.
Wisdom startede sin karriere i Bradford City, hvorefter han skiftede til Liverpool i 2008.

## Karriere

### Tidlig karriere
Wisdom er født af jamaicanske forældre i Leeds, og opvokset i Chapeltown. Han startede sin fodboldkarriere ved akademiet i Bradford City, hvor han indtil U15 spillede med spillere en årgang over ham selv.

### Liverpool F.C.
I 2008 skiftede han som 14-årig til den engelske storklub, Liverpool F.C.. I september 2010 kaldte manageren Roy Hodgson Wisdom op op førsteholdet, da Liverpool F.C. skulle spille mod League Two-holdet Northampton Town.
I juni 2012, da Brendan Rodgers kom til Anfield, blev Wisdom en del af førsteholdet. Brendan Rodgers var i øvrigt den fjerde manager under Wisdoms tid i Liverpool. Hans debut kom i en Europa League-kamp mod Young Boys, hvor han samtidig fik scoret sine to første mål, i en kamp som Liverpool F.C. vandt 3-5. Han fik sin debut i Premier League, da han den 26. september 2012 startede inde i 5-2-sejren ude over Norwich City. I de følgende kampe blev Wisdom ved med at være en del af holdet.
Den 9. januar 2013 skrev Andre Wisdom under på en længere kontrakt med Liverpool F.C.

### Derby County F.C. (udlån)
Den 22. oktober 2013 blev Wisdom udlejet til Derby County. Lejeopholdet ville vare til slutningen af sæsonen. Han fik sin debut den 26. oktober i 1-1-opgøret imod Birmingham City.